# Franzbrötchen

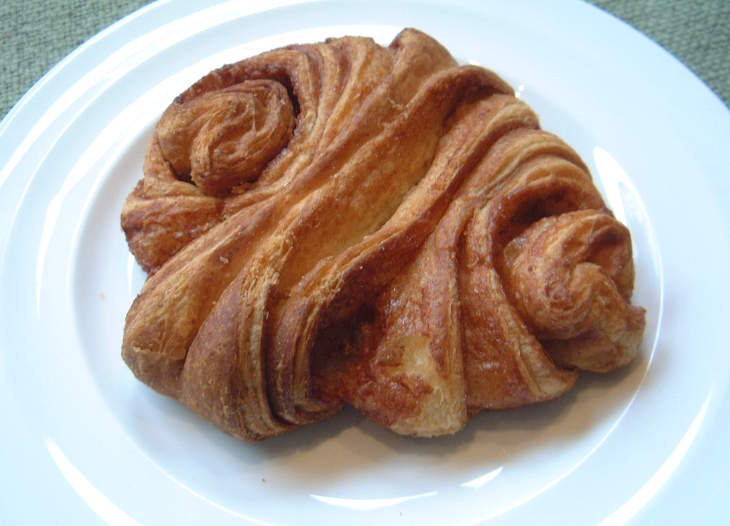
Representación de un franzbrötchen.

Franzbrötchen es un bollo elaborado con una forma de masa hojaldre (plunderteig) elaborado con mantequilla y aromatizado con canela. Es muy típico en las pastelerías del norte de Alemania, en especial en la ciudad de Hamburgo. No suele llevar en su masa ningún ingrediente, aunque hay variantes que incluyen gránulos de chocolate, pasas, etc. Se suele servir en los desayunos

## Historia
El pastel tiene sus orígenes históricos en el francés croissant procedente quizás de la ocupación de la ciudad de Hamburgo por las tropas de Napoléon Bonaparte durante el periodo que va desde 1806 hasta 1814. La palabra que denomina a este pastel en alemán lo indica: franzbrötchen es similar a 'panecillo' (brötchen) y franz que puede ser 'francés'.

## Literatura
- M. Beseler, S. Ingwersen, A. Treichel: Das Franzbrötchen - Wunderbarer Plunder aus Hamburg, Franzbrötchen-Verlag, Hamburg 2004, ISBN 3-936712-02-6